# Deutscher Handballbund
Deutscher Handballbund (akronym: DHB), Tysklands handbollförbund, grundades den 1 oktober 1949 i Mülheim an der Ruhr.